# Liste der Baudenkmale in Domsühl
In der Liste der Baudenkmale in Domsühl sind alle Baudenkmale der Gemeinde Domsühl (Landkreis Ludwigslust-Parchim) und ihrer Ortsteile aufgelistet (Stand: Januar 2021).

## Domsühl
| ID | Lage                       | Bezeichnung             | Beschreibung | Bild                    |
| -- | -------------------------- | ----------------------- | ------------ | ----------------------- |
|    | Hauptstraße 12 (Karte)     | Büdnerei                |              |                         |
|    | Hauptstraße 15 (Karte)     | Längsdielenhaus         |              |                         |
|    | Hauptstraße (Karte)        | Kriegerdenkmal 1914/18  |              | Kriegerdenkmal 1914/18  |
|    | Hauptstraße (Karte)        | Schule                  |              | Schule                  |
|    | (Karte)                    | Kirche mit Trockenmauer |              | Kirche mit Trockenmauer |
|    | Unter den Eichen 5 (Karte) | Hirtenkate              |              |                         |

## Alt Damerow
| ID | Lage                 | Bezeichnung                                        | Beschreibung | Bild                                               |
| -- | -------------------- | -------------------------------------------------- | ------------ | -------------------------------------------------- |
|    | (Karte)              | Kapelle                                            |              | Kapelle                                            |
|    | Ringstraße 6 (Karte) | Hofanlage „Pingel“ (Hallenhaus, Scheune, Schuppen) |              | Hofanlage „Pingel“ (Hallenhaus, Scheune, Schuppen) |

## Bergrade
| ID | Lage                  | Bezeichnung            | Beschreibung | Bild                   |
| -- | --------------------- | ---------------------- | ------------ | ---------------------- |
|    | Hauptstraße 1 (Karte) | Bauernhaus             |              |                        |
|    | Hauptstraße 5 (Karte) | Büdnerei               |              |                        |
|    | Hauptstraße 6 (Karte) | Bauernhof              |              |                        |
|    | Hauptstraße 7 (Karte) | Bauernhof              |              |                        |
|    | B 321                 | Todesmarschgedenkstein |              | Todesmarschgedenkstein |
|    | (Karte)               | Kirche                 |              | Kirche                 |

## Domsühl-Ausbau
| ID | Lage              | Bezeichnung                              | Beschreibung | Bild |
| -- | ----------------- | ---------------------------------------- | ------------ | ---- |
|    | Reißaus 1 (Karte) | Bauernhof mit Wohnhaus und zwei Scheunen |              |      |

## Severin
| ID | Lage                     | Bezeichnung                         | Beschreibung | Bild                      |
| -- | ------------------------ | ----------------------------------- | --- | ------------------------- |
|    | B 321                    | Todesmarschgedenkstein              | Gedenkstein von 1946 für den Todesmarsch von 6000 Häftlingen des KZ Sachsenhausen im April 1945 |                           |
|    |                          | Gedenkstein für die Kollektivierung | |                           |
|    |                          | Gedenkstein für die Bodenreform     | |                           |
|    | Hofplatz 1 (Karte)       | Gutshaus                            | Herrenhaus aus der aus Neorenaissance der 1880er Jahre.; letzter Besitzer vor 1945 war Günther Quandt; ab 1945 Unterkunft für Flüchtlinge, dann Wohnhaus und später Bildungseinrichtung; nach 1991 bis 1996 Zweigstelle der Akademie Schwerin, seit 2002 Privatbesitzer, 2009 umfassend saniert. | Gutshaus                  |
|    | Hofplatz 4 (Karte)       | Inspektorenhaus                     | |                           |
|    | (Karte)                  | Kirche mit Feldsteinmauer           | Neogotische einschiffige Backstein-/Feldsteinkirche aus dem 19. Jahrhundert mit mächtigem dreigeschossigem Turm und Querbau | Kirche mit Feldsteinmauer |
|    | B 321                    | Meilenstein                         | |                           |
|    | Kastanienallee 3 (Karte) | Speicher                            | | Speicher                  |

## Zieslübbe
| ID | Lage    | Bezeichnung | Beschreibung | Bild   |
| -- | ------- | ----------- | --- | ------ |
|    | (Karte) | Kirche      | Die Kirche wurde Ende des 15. Jahrhunderts erbaut, der Holzturm kam im Jahre 1810 hinzu. Im Inneren Schnitzfiguren aus der zweiten Hälfte des 15. Jahrhunderts, sie zeigen die Muttergottes mit Kind, Johannes und ein Kruzifix. | Kirche |